# Ariprando
Ariprando, Ariprandus in latino (Piacenza, ... – XII secolo), è stato un giurista italiano.

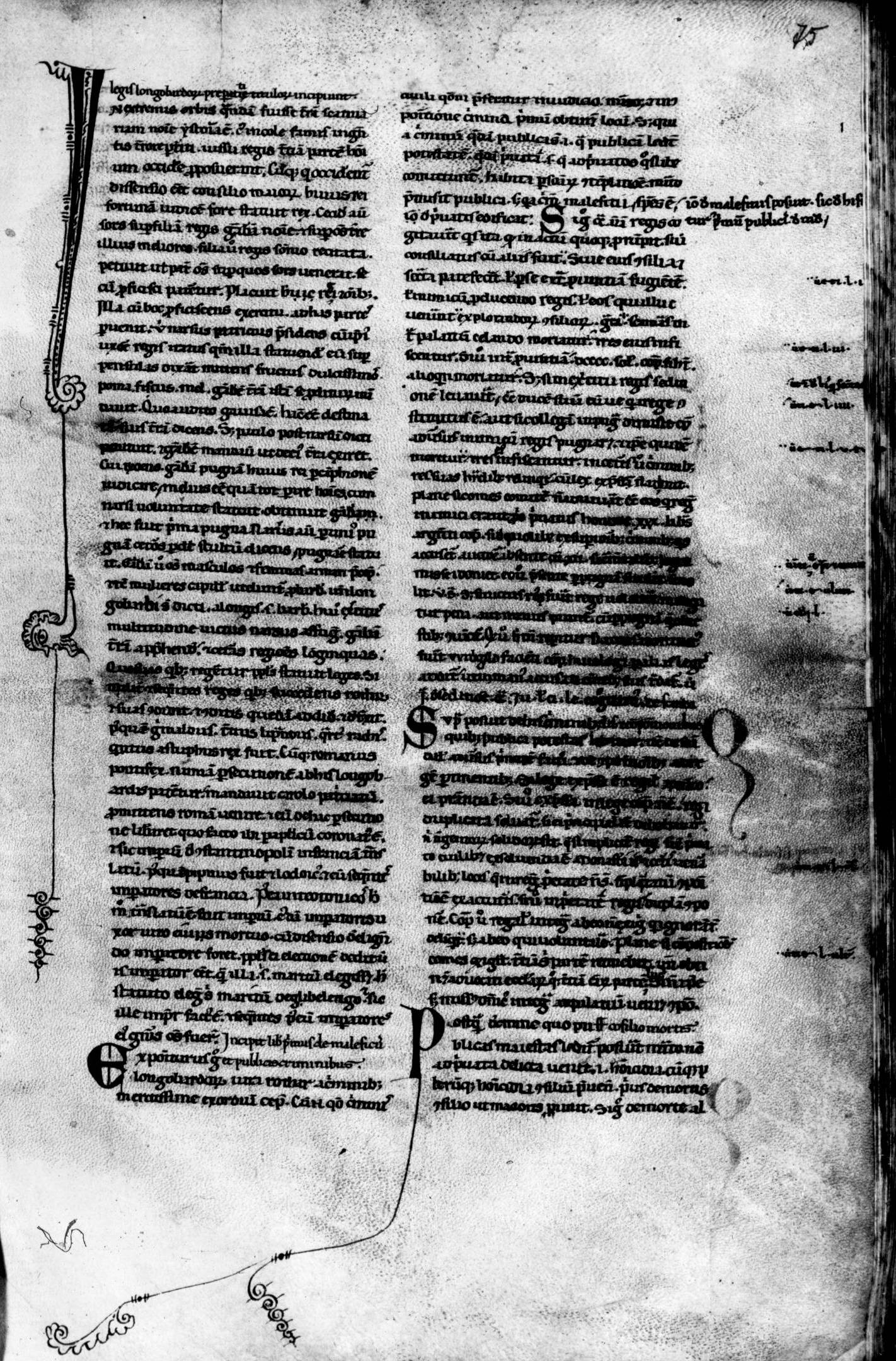
Summa Lombardae. Rec. II, manoscritto, XIII secolo.

Vissuto nel XII secolo, fu specialista di diritto longobardo.
Compilò la collezione di diritto longobardo chiamata Lombarda (sottinteso: lex). La compilazione è da far risalire agli anni tra il 1050 e il 1100 e contiene, in ordine sistematico, lo stesso materiale legislativo che nel Liber papiensis era disposto in ordine cronologico, vale a dire l'Editto dei re longobardi e il Capitolare italico. 
Della Lombarda se ne conservano diverse redazioni.
Ebbe tra i suoi allievi anche Alberto Longobardista, il quale, in un commentario all'opera Lombarda, ne discusse le posizioni, spesso ponendosi in contrapposizione al maestro.

## Opere

### Manoscritti
- Summa legis Longobardorum secundum Ariprandum, praefatio, XII secolo, Wien, Österreichische Nationalbibliothek, Codices (Altbestand), Cod. 394 (antea 39),  f. 96 v.
- Glossae ad Lombardam, XII secolo, Città del Vaticano, Biblioteca Apostolica Vaticana, Fondo Vaticano latino, Vat. lat. 3845.
- Summa Lombardae. Rec. II, XIII secolo, Berlin, Staatsbibliothek zu Berlin Preußischer Kulturbesitz, Manuscripta latina, Ms. lat. fol. 462,  ff. 75r-82v.